# Ibrahim Jan
Ibrahim Mirza o Ebrahim Shah Afshar (en persa: ابراهیمشاه‎) (murió el 24 de septiembre de 1749) fue el shah de Persia durante el Imperio afsárida de julio a septiembre de 1748. Era hermano de Adel Shah y sobrino de Nader Shah. Derrocó a su hermano para tomar el poder, y lo cegó el 6 de julio de 1748. Sin embargo, dos meses después, sus propias tropas se rebelaron contra él. Fue asesinado el 24 de septiembre, terminando así su breve reinado. Ebrahim fue sucedido por el nieto de Nader, Shahroj Mirza Afshar, que fue elegido por los nobles para ascender al trono.
| Predecesor: Adel Shah | Shah 6 de julio de 1748-24 de septiembre de 1748 | Sucesor: Shahroj Mirza Afshar |

- Datos: Q197731
- Multimedia: Ibrahim Afshar / Q197731